# Lorenzo de Cabrera y Corbera
Lorenzo de Cabrera y Corbera fue un destacado militar español que ejerció como corregidor y alcaide del castillo de Santa Catalina de Cádiz (España), y como Gobernador y Capitán General de Cuba entre 1626 y 1630. Él fue un Caballero de la Orden de Santiago.

## Biografía
Lorenzo de Cabrera y Corbera nació en Ubeda, en Jaén (Andalucía, España). Lorenzo de Cabrera y Corbera se unió al Ejército español en su juventud, teniendo en él una destacada trayectoria, llegando a adquirir el grado de Maestre de Campo. Así, participó en las campañas de Flandes e Italia y en las dirigidas contra los turcos. En sus combates contra los turcos y holandeses, Corbera llegó a sufrir graves daños en su cara, quedando esta desfigurada, además de perder su brazo izquierdo y sus dientes a causa (en este último caso) de una bala de artillería que fue lanzada a mano. 
Corbera también ejerció durante un cierto periodo de tiempo como Corregidor de Cádiz (España) y, en 1526, como alcaide del Castillo de Santa Catalina de la misma ciudad, defendiéndola exiotosamente de una invasión militar inglesa. Así, fue bien considerado por el Rey de España durante su servicio en esta ciudad. De esta forma, pare recompensarle, el Rey lo nombró Gobernador y Capitán General de Cuba el 16 de junio de 1626, rechazando, por primera vez, a todos los candidatos para la gobernación cubana presentados por la Junta de Guerra de Indias (presentación que tradicionalmente hacía). 
Tras acceder a su gobierno en Cuba, reforzó las fortificaciones del archipiélago, redujo los gastos de ellas y aumentó la guarnición militar de Cuba con 200 soldados no cubanos (que llegarían durante la administración del gobernador posterior) y entre 100 - 150 se soldados nativos del archipiélago. Además, Corbera ayudó a socorrer a los barcos que eran perseguidos por los piratas y aprestó La Habana para protegerla de un posible ataque por parte de la marina de Holanda. 
Sin embargo, otros elementos de su política en Cuba no fueron vistos benevorentemente: Corberas destituyó al contador Pedro de Armenteros, quien era su propio Teniente General, enviándolo a Guatemala. Mientras, el alcalde del Morro huyó a la Península para tratar de prevenir graves enfrentamientos y su sustituto, Mateo de Baraona, fue encarcelado.  Además, Corbera dispuso como él quiso de los fondos pertenecientes a la Real Hacienda, sin indicarlo a los oficiales reales, participó en actividades mercantiles y obtuvo una cierta cantidad de barras de plata de las ya hundidas naos hondureñas y flotas del Virreinato de Nueva España. Por todo ello fue acusado. Sin embargo, lo que finalmente provocó su destitución fue la acusación que le hizo Diego de Coloma a través de una carta que envió a la Corona y por la cual se hizo un juicio contra Corbera. La carta exponía que Corbera había enviado una fragata a Canarias sin haber sido autorizada ni registrada, y que llevaba soldados, municiones y artillería del Morro, así como un enorme cargamento de 200.000 pesos, casi toda ella en “barra de plata y en efectivo”. Ante la acusación, Cabrera trató de justificarla, señalando que envió el barco obedeciendo órdenes procedentes de la Corona con el fin de abastecer los castillos de La Habana. Si bien, sí negó la existencia de 200.000 pesos en el barco ya que en La Habana, según señaló, no existía esa cantidad y en el barco solo había tabaco y cueros.
A pesar de su alegato, la Junta de Guerra decidió castigarlo por el conjunto de acusaciones que se habían dirigido contra él y cuya fiabilidad aceptaba. Así, decidió destituirlo del gobierno cubano y quedarse con sus bienes.  Fue destituido del cargo gubernativo en 1630, siendo sustituido por Juan Bitrián de Viamonte y Navarra.